# لوكاس كولر
لوكاس كولر هو سياسي ألماني، ولد في 20 أغسطس 1986 في ميونخ في ألمانيا. نشط حزبياً في الحزب الديمقراطي الحر. في الانتخابات الفيدرالية الألمانية 2017، انتخب عضو في البوندستاغ الألماني عن دائرة Munich West/Centre (electoral district) ‏ وقد انضم خلال البوندستاغ الألماني التاسع عشر (24 أكتوبر 2017 – ) للكتلة البرلمانية جماعة الديمقراطيين الأحرار ‏.

## وصلات خارجية
- الموقع الرسمي